# Robert G. Wetzel
Robert G. Wetzel (* 16. August 1936 in Ann Arbor, Michigan; † 18. April 2005) war ein US-amerikanischer Limnologe und langjähriger Generalsekretär und Schatzmeister der "International Society of Limnology" (SIL).

## Leben
Wetzel wurde 1936 in Ann Arbor, Michigan als Sohn deutscher Einwanderer geboren. Den Bachelor of Science und Master of Science machte er 1958 bzw. 1959 in Ann Arbor an der University of Michigan. 
An der University of California, Davis, promovierte er 1962 in Hydrobotanik. 1965 wurde er Assistent für Botanik an der Michigan State University, wo er ab 1971 auch als Professor tätig war. 1986 bis 1990 arbeitete er dann als Professor für Biologie an der University of Michigan. 1990 kam eine Professur im Fachbereich Biologie an der University of Alabama hinzu. 2003 wurde er Professor am Department of Environmental Sciences der University of North Carolina in Chapel Hill. Am 18. April 2005 verstarb Robert Wetzel an einer Krebserkrankung.
Wetzel war ein polyglotter Weltbürger, der neben Englisch auch Deutsch sprach und sich im wissenschaftlichen Bereich auch in Russisch, Französisch, Spanisch, Portugiesisch und Schwedisch verständigen konnte.
Neben seiner reichhaltigen wissenschaftlichen Arbeit bekleidete er eine Vielzahl von Ehrenämtern und Ehrenmitgliedschaften. Seine wichtigste Funktion war seit 1968 bis zu seinem Tod neben der Funktion als Generalsekretär und Schatzmeister der SIL auch die als Chefherausgeber für die Tagungsbände dieser Gesellschaft. Zusätzlich war er Mitglied im Direktorium der American Society of Limnology and Oceanography (ASLO) und Mitglied im Editorial Board ihrer wissenschaftlichen Zeitschrift.
Wetzel war Autor bzw. Co-Autor von 23 Fachbüchern und 420 wissenschaftlichen Fachartikeln. Sein grundlegendes Lehrbuch "Limnology" erschien erstmals 1975. 2001 erschien eine vollständig revidierte dritte Auflage "Limnology - Lake and river ecosystems" (Vierte Auflage 2005). Die Erstauflage wurde in vier Sprachen übersetzt.

## Auszeichnungen
Robert Wetzel erhielt eine Vielzahl von Preisen und Auszeichnungen. Die wichtigsten waren:
- Ph.D., (Honorary), University of Uppsala, Schweden (1984)
- die Naumann-Thienemann-Medaille (1992) der Societas Internationalis Limnologiae und
- die Hutchinson-Medaille (ebenfalls 1992)

## Werke
- Limnology. Thomson Learning und W.B. Saunders (Philadelphia, London, Toronto), Oktober 1975, ISBN 0721692400 (engl.)
- Limnology - Lake and River Ecosystems. Academic Press Inc. (London) Ltd., 10. Mai 2001, 3. Aufl. ISBN 0-12-744760-1 (engl.)